# 67e cérémonie des David di Donatello
La 67e cérémonie des David di Donatello se déroule le 3 mai 2022, elle est présentée par Carlo Conti et diffusée en Italie par la RAI.
Les films Freaks Out de Gabriele Mainetti et La Main de Dieu (È stata la mano di Dio) de Paolo Sorrentino obtiennent seize nominations.
Le film La Main de Dieu (È stata la mano di Dio) de Paolo Sorrentino remporte cinq récompenses dont les deux principales (meilleur film et meilleur réalisateur) alors que le film Freaks Out de Gabriele Mainetti remporte six récompenses.

## Palmarès

### Meilleur film
- La Main de Dieu (È stata la mano di Dio) de Paolo Sorrentino
  - Ariaferma de Leonardo Di Costanzo
  - Ennio de Giuseppe Tornatore
  - Freaks Out de Gabriele Mainetti
  - Qui rido io de Mario Martone

### Meilleur réalisateur
- Paolo Sorrentino pour La Main de Dieu (È stata la mano di Dio)
  - Leonardo Di Costanzo pour Ariaferma
  - Giuseppe Tornatore pour Ennio
  - Gabriele Mainetti pour Freaks Out
  - Mario Martone pour Qui rido io

### Meilleur réalisateur débutant
- Laura Samani pour Piccolo corpo
  - Gianluca Jodice pour Il cattivo poeta
  - Maura Delpero pour Maternal
  - Alessio Rigo de Righi et Matteo Zoppis pour La Légende du roi crabe (Re Granchio)
  - Francesco Costabile pour Una femmina

### Meilleur acteur
- Silvio Orlando pour Ariaferma
  - Elio Germano pour America Latina
  - Filippo Scotti pour La Main de Dieu (È stata la mano di Dio)
  - Franz Rogowski pour Freaks Out
  - Toni Servillo pour Qui rido io

### Meilleure actrice
- Swamy Rotolo pour A Chiara
  - Miriam Leone pour Diabolik
  - Aurora Giovinazzo pour Freaks Out
  - Rosa Palasciano pour Giulia
  - Maria Nazionale pour Qui rido io

### Meilleur acteur dans un second rôle
- Eduardo Scarpetta pour Qui rido io
  - Fabrizio Ferracane pour Ariaferma
  - Valerio Mastandrea pour Diabolik
  - Toni Servillo pour La Main de Dieu (È stata la mano di Dio)
  - Pietro Castellitto pour Freaks Out

### Meilleure actrice dans un second rôle
- Teresa Saponangelo pour La Main de Dieu (È stata la mano di Dio)
  - Luisa Ranieri pour La Main de Dieu (È stata la mano di Dio)
  - Susy Del Giudice pour I fratelli De Filippo
  - Vanessa Scalera pour L'Arminuta
  - Cristiana Dell'Anna pour Qui rido io

### Meilleur scénario original
- Leonardo Di Costanzo, Bruno Oliviero et Valia Santella  pour Ariaferma
  - Jonas Carpignano pour A Chiara
  - Paolo Sorrentino pour La Main de Dieu
  - Nicola Guaglianone et Gabriele Mainetti pour Freaks Out
  - Mario Martone et Ippolita Di Majo pour Qui rido io

### Meilleur scénario adapté
- Monica Zapelli et Donatella Di Pietrantonio pour L'Arminuta
  - Michelangelo La Neve, Marco et Antonio Manetti pour Diabolik
  - Massimo Gaudioso, Luca Infascelli et Stefano Mordini pour La scuola cattolica
  - Filippo Gravino, Guido Iuculano et Claudio Cupellini pour La terra dei figli
  - Nanni Moretti, Federica Pontremoli et Valia Santella  pour Tre piani
  - Lirio Abbate, Serena Brugnolo, Adriano Chiarelli et Francesco Costabile pour Una femmina

### Meilleur producteur
- Andrea Occhipinti, Stefano Massenzi et Mattia Guerra pour Lucky Red, Gabriele Mainetti pour Goon Films avec RAI Cinema - Freaks Out
  - Jon Coplon, Paolo Carpignano, Ryan Zacarias et Jonas Carpignano pour Stayblack Productions avec RAI Cinema - A Chiara
  - Carlo Cresto-Dina pour Tempesta, RAI Cinema et Michela Pini pour Amka Film Production - Ariaferma
  - Paolo Sorrentino et Lorenzo Mieli - La Main de Dieu (È stata la mano di Dio)
  - Nicola Giuliano, Francesca Cima et Carlotta Calori pour Indigo Film avec RAI Cinema - Qui rido io

### Meilleure photographie
- Michele D'Attanasio pour Freaks Out
- Daria D'Antonio pour La Main de Dieu (È stata la mano di Dio)
  - Paolo Carnera pour America Latina
  - Luca Bigazzi pour Ariaferma
  - Renato Berta pour Qui rido io

### Meilleur musicien
- Nicola Piovani pour I fratelli De Filippo
  - Dan Romer et Benh Zeitlin pour A Chiara
  - Verdena pour America Latina
  - Pasquale Scialò  pour Ariaferma
  - Pivio et Aldo De Scalzi pour Diabolik
  - Michele Braga et Gabriele Mainetti pour Freaks Out

### Meilleure chanson originale
- La profondità degli abissi (musique, texte et interprétation de Manuel Agnelli) pour Diabolik
  - Faccio 'A Polka (musique de Nicola Piovani, texte de Nicola Piovani et Dodo Gagliarde, interprétation de Anna Ferraioli Ravel) pour I fratelli De Filippo
  - Just You (musique et texte de Giuliano Taviani et Carmelo Travia, interprétation de Marianna Travia) pour L'Arminuta
  - Nei tuoi occhi (musique de Francesca Michielin et Andrea Farri, texte de Francesca Michielin, interprétation de Francesca Michielin) pour Marilyn ha gli occhi neri
  - Piccolo corpo (musique de Fredrika Stahl, texte de Laura Samani, interprétation de Celeste Cescutti) pour Piccolo corpo

### Meilleur décorateur
- Massimiliano Sturiale et Ilaria Fallacara pour Freaks Out
  - Luca Servino et Susanna Abenavoli pour Ariaferma
  - Noemi Marchica et Maria Michela De Domenico pour Diabolik
  - Carmine Guarino et Iole Autero pour La Main de Dieu (È stata la mano di Dio)
  - Giancarlo Muselli, Carlo Rescigno, Laura Casalini et Francesco Fonda pour Qui rido io

### Meilleurs costumes
- Ursula Patzak pour Qui rido io
  - Ginevra De Carolis pour Diabolik
  - Mariano Tufano pour La Main de Dieu (È stata la mano di Dio)
  - Mary Montalto pour Freaks Out
  - Maurizio Millenotti pour I fratelli De Filippo

### Meilleur maquilleur
- Diego Prestopino, Emanuele De Luca et Davide De Luca pour Freaks Out
  - Francesca Lodoli pour Diabolik
  - Vincenzo Mastrantonio pour La Main de Dieu (È stata la mano di Dio)
  - Maurizio Nardi pour I fratelli De Filippo
  - Alessandro d'Anna pour Qui rido io

### Meilleur coiffeur
- Marco Perna pour Freaks Out
  - Alberta Giuliani pour 7 donne e un mistero
  - Giuseppina Rotolo pour A Chiara
  - Luca Pompozzi pour Diabolik
  - Francesco Pegoretti pour I fratelli De Filippo

### Meilleur monteur
- Massimo Quaglia et Annalisa Schillaci pour Ennio
  - Affonso Gonçalves pour A Chiara
  - Carlotta Cristiani pour Ariaferma
  - Cristiano Travaglioli pour La Main de Dieu (È stata la mano di Dio)
  - Jacopo Quadri pour Qui rido io

### Meilleur son
- Ennio
  - Ariaferma
  - La Main de Dieu (È stata la mano di Dio)
  - Freaks Out
  - Qui rido io

### Meilleurs effets visuels
- Stefano Leoni pour Freaks Out
  - Nuccio Canino pour A Classic Horror Story
  - Simone Silvestri pour Diabolik
  - Rodolfo Migliari pour La Main de Dieu (È stata la mano di Dio)
  - Rodolfo Migliari et Roberto Saba pour La terra dei figli

### Meilleur documentaire
- Ennio de Giuseppe Tornatore
  - Atlantide de Yuri Ancarani
  - Futura de Alice Rohrwacher, Francesco Munzi et Pietro Marcello
  - Marx peut attendre (Marx può aspettare) de Marco Bellocchio
  - Onde Radicali de Gianfranco Pannone

### Meilleur film étranger
- Belfast de Kenneth Branagh
  - Don't Look Up de Adam McKay
  - Drive My Car de Ryūsuke Hamaguchi
  - Dune de Denis Villeneuve
  - The Power of the Dog de Jane Campion

### David Jeune
- La Main de Dieu (È stata la mano di Dio) de Paolo Sorrentino
  - Come un gatto in tangenziale - Ritorno a Coccia di Morto de Riccardo Milani
  - Diabolik de Marco et Antonio Manetti
  - Ennio de Giuseppe Tornatore
  - Freaks Out de Gabriele Mainetti

### David speciale
- Giovanna Ralli